# Веселин Василев (актьор)
Вижте пояснителната страница за други личности с името Веселин Василев.
Веселин Василев Василев е български актьор.

## Биография
Роден е в Карнобат на 20 юли 1926 г. През 1948 г. завършва право в Софийския университет. Дебютира през 1946 г. в ролята на Галушка в „Украински степи“ на А. Е. Корнейчук. През 1946-1947 г. играе в Общинския драматичен театър в София. От 1947 до 1950 г. е в театър „Трудов фронт“, а от 1951 до 1986 г. играе на сцената на Театър „Българска армия“. Почива на 14 февруари 2008 г. в София.

## Роли
Веселин Василев играе множество роли, по-значимите са:
- Рафе Клинче – „Железният светилник“ на Димитър Талев
- Исмаил бей – „Време разделно“ на Антон Дончев
- Шрюсбъри – „Мария Стюарт“ на Фридрих Шилер
- Веерле – „Дивата патица“ на Хенрих Ибсен
- Ивайло – „Ивайло“ на Иван Вазов
- Бубинов – „На дъното“ на Максим Горки[1]

## Телевизионен театър
- „Крепостта на безсмъртните“ (1975) (Светослав Славчев)
- „Рози за д-р Шомов“ (1973) (Драгомир Асенов), (Втора реализация)

## Филмография
- Васко да Гама от село Рупча (1986), 6 серии
- Денят не си личи по заранта (6-сер. тв, 1985) – (в 3 серии: I, III, V)
- Крепостта на безсмъртните (1975)
- Бъди щастлива Ани (1960) - Стефанов, началникът на летците